# Drosophila reynoldsiae
Drosophila reynoldsiae är en tvåvingeart som beskrevs av Elmo Hardy och Kaneshiro 1972. Drosophila reynoldsiae ingår i släktet Drosophila och familjen daggflugor.
Artens utbredningsområde är Hawaii.